# Шафета Полікарп Гервасійович
Поліка́рп Герва́сійович Шафе́та (нар. 27 грудня 1935, Дубове — пом. 27 листопада 1996, Луцьк) — український журналіст, редактор, політик, громадський діяч, публіцист, письменник.

## Життєпис
Народився 27 грудня 1935 року в селі Дубове, нині Ковельського району.
У 1954 році закінчив середню школу № 3 імені Лесі Українки в місті Ковелі. По закінченні у 1959 році факультету журналістики Львівського державного університету імені Івана Франка працював літературним працівником редакції обласної газети  «Радянська Волинь», пізніше — завідувачем відділу, заступником, першим заступником редактора газети.
З 1971-го до 1996 року — беззмінний редактор газети «Радянська Волинь» («Волинь»). На момент призначення (у віці 35 років) — був наймолодшим серед усіх редакторів обласних газет Радянської України.
Тривалий час керував Волинською обласною організацією Спілки журналістів України.
Помер 27 листопада 1996 року на 61-му році життя, залишивши незакінченими дві книги у своєму будинку в Луцьку. Поховали багаторічного голову волинського осередку НСЖУ на кладовищі його рідного с. Дубова Ковельського району.

## Відзнаки і нагороди
- Заслужений журналіст України.
- Лауреат республіканської премії імені Ярослава Галана.
- орден «Знак Пошани»

## Твори
Полікарп Шафета — автор нарисів та художньо-публіцистичних творів про складні для Волині події 30—50-х років 20 століття. У його творчому доробку —
- «Люди і каїни» (1980)
- «Суд над карателями» (1981)
- «Болі людські» (1983)
- «Останні постріли» (1983)
- «Строку давності не існує» (1984)
- «Волинь» (1983)
- «Суд пам'яті» (1985)
- «Чорний легіон» (1988)
- «Вчорашні рани» (1989)
- «Вбивство міністра Пєрацького» (1990) та інші.

## Увічнення пам'яті
- На Волині запроваджено обласну щорічну журналістську премію імені Полікарпа Шафети.
- 27 грудня 2010 року в Луцьку на стіні будинку на вулиці Світлій, де жив Полікарп Шафета, урочисто відкрили меморіальну дошку, встановлену з ініціативи Волинської обласної організації Національної спілки журналістів України та газети «Волинь-нова».
- Його ім'ям названо вулицю в його рідному селі Дубове.[2]